# Békatutajhínárok
A békatutajhínárok (Hydrocharetalia Rübel, 1933) a felszíni lebegőhínárok társulásosztályának (Lemnetea de Bolós & Masclans, 1955) egyik társulástani rendje.

## Rendszertani csoportjaik
A rendnek két csoportja van:
- úszó békatutajhínárok, Hydrocharition Rübel, 1933) álló, illetve lassan folyó vizekben az egész országban megtalálhatók. Nyugat-Európában és Közép-Európában a rend két domináns faja gyakran kevert állományokban fordul elő, ezért régebben a magyar szakirodalomban is a Hollandiából leírt Hydrochari-Stratiotetum (Langendock 1935) Westhoff 1942 asszociációval azonosították a hazai társulásokat. Mivel azonban Magyarországon a két faj állományai többnyire jól elválnak, újabban ezeket külön társulásokként tartják nyilván.

Nagy termetű, többnyire tőlevélrózsás lebegő (alkalmanként lazán gyökerező) hínárok tipikusan édesvízi társulásai. Többnyire eutróf vagy gyengén disztróf, közepes hidrokarbonát- és kalciumtartalmú, álló vagy lassan folyó vizekben élnek. A rend uralkodó fajai kálium- és szén-dioxid-igényesek.
Mivel a felszínen szabadon lebegő tőlevélrózsás növények nagyok, ezek a társulások a békalencsés úszóhínároknál stabilabb szerkezetűek, az elsodródásra kevésbé hajlamosak.
Az ide tartozó társulások két uralkodó faja a békatutaj (Hydrocharis morsus-ranae) és a tüskés levelű kolokán (Stratiotes aloides). Ezek rendszerint a vízparti zonalitás egy-egy önálló zónájaként jelennek meg: kijjebb, többnyire a nádasok szegélyén a sekélyebb vízben a békatutaj, beljebb, mélyebben a kolokán. Hirtelen mélyülő, folyó- vagy holtágakban, ahol a part meredek, a békatutajos zóna elmaradhat. Mindkét faj kísérő növényei többnyire az úszó békalencse (Lemna, Spirodell) vagy az alámerülten lebegő tócsagaz (Ceratophyllum) fajok közül kerülnek ki.
A csoportot a Kárpát-medencében két társulás képvisel: 
- - békatutajhínáros (Hydrocharitetum morsus-ranae van Langendonck, 1935),
  - kolokános (Stratiotetum aloidis Nowinski 1930).

- A tócsagazhínárok csoportjába (Ceratophyllion Den Hartog & Segal, 1964) nagy termetű, alámerült, lebegő hínárok állományai tartoznak, amiket tavakban, árkokban, sekély vizekben az egész országban megtalálhatunk. Rendkívül fajszegény, gyakran monodomináns társulások, amelyek uralkodó fajainak ökológiai tűrőképessége igen széles.

Ezek a hínárok a sekély, gyorsan felmelegedő, meglehetősen eutrofizált vizekben élnek, és a viszonylag nagy szennyezéseket is jól tűrik. A társulások szerkezetét meghatározza a domináns fajok ceratophyllid növekedési formája:
- a  lebegő életmód, amit az erősen osztott és ezért nagy felületű levelek tesznek lehetővé;
- a hasonló felépítésű közönséges rencénél (Utricularia vulgaris) autotrófabb táplálkozási típus.

A két domináns faj az érdes tócsagaz (Ceratophyllum demersum) és a sima tócsagaz (Ceratophyllum submersum) C. – a kísérő fajok:
- apró békalencse (Lemna minor),
- púpos békalencse (Lemna gibba),
- bojtos békalencse (Spirodela polyrrhiza),
- fésűs békaszőlő (Potamogeton pectinatus),
- sertelevelű békaszőlő (Potamogeton trichoides),
- nagy tüskéshínár (Najas marina),
- tófonal (Zannichellia palustris).

A békatutajhínárok önálló szintként is megjelenhetnek a  felszíni lebegőhínárok (Lemnetea) és a rögzült hínárok (Potametea) társulásaiban, vagy azokkal kevert állományokban.
Magyarországról a csoport három társulását ismerjük:
- érdestócsagaz-hínáros (Ceratophylletum demersi Hild ,1956),
- simatócsagaz-hínáros (Ceratophylletum submersi Den Hartog & Segal, 1964),
- fénycsillárka–simatócsagaz-hínáros (Nitello-Ceratophylletum submersi Borhidi & al. 2001).